# Heinrich Anacker

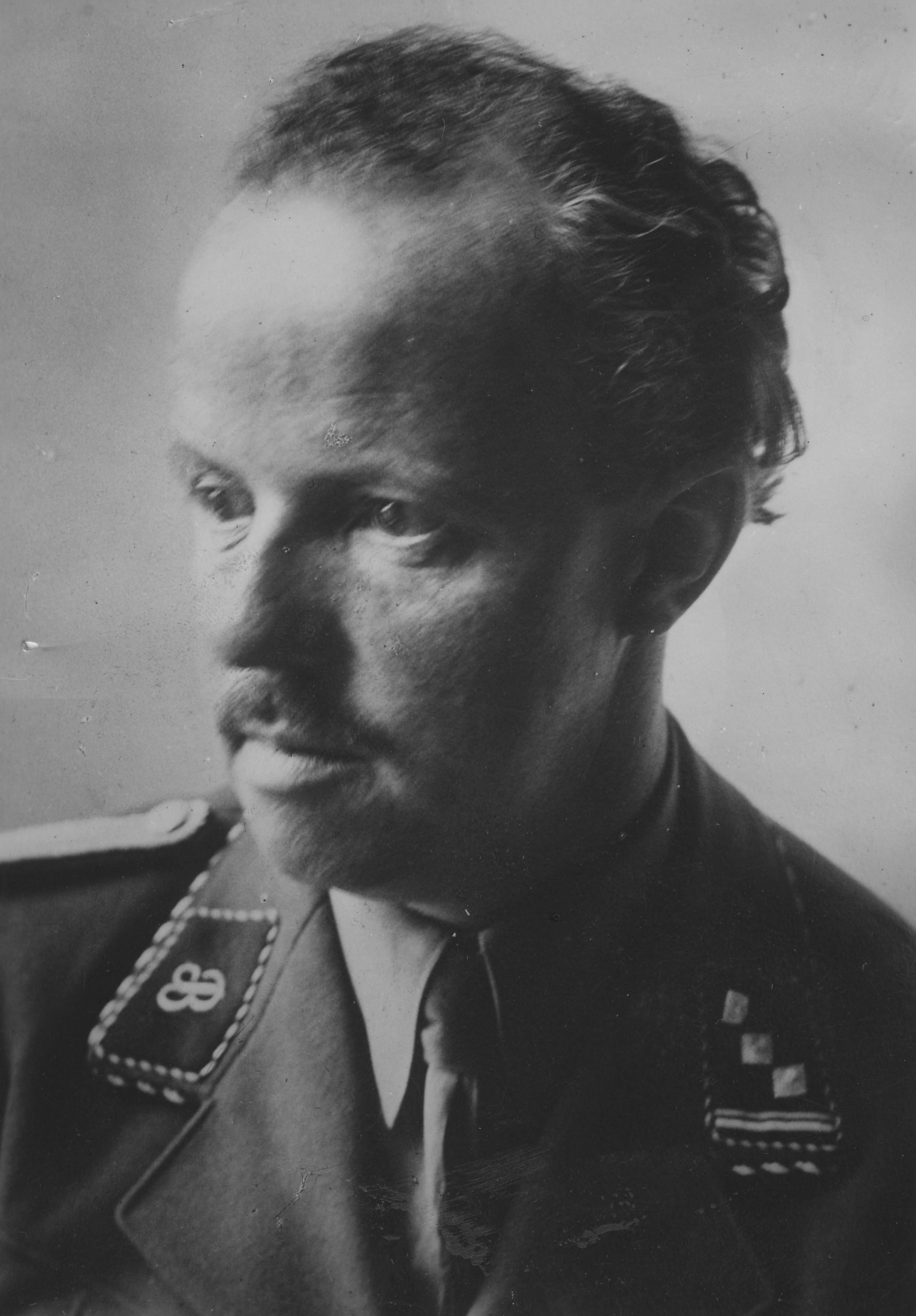
Heinrich Anacker im Mai 1940

Heinrich Anacker (* 29. Januar 1901 in Buchs, Kanton Aargau, Schweiz; † 14. Januar 1971 in Wasserburg am Bodensee) war ein erfolgreicher schweizerisch-deutscher Schriftsteller, der für den Nationalsozialismus wirkte.

## Leben
Heinrich Anacker wurde als Sohn des aus Thüringen stammenden Lithographie-Fabrikbesitzers Georg Heinrich Anacker geboren, seine Mutter Barbara Elisabeth geb. Huber war Deutsch-Schweizerin. Anacker besuchte in Aarau das Gymnasium (Alte Kantonsschule Aarau), wo er der Studentenverbindung „Humanitas“ angehörte. Bereits 1921, im selben Jahr, in dem er das Abitur absolvierte, erschien sein erster Gedichtband Klinge kleines Frühlingslied im Verlag Sauerländer in Aarau. Seit dem Erfolg dieses Erstlingswerkes lebte er als freier Schriftsteller.
Später studierte Anacker Literaturwissenschaft in Zürich und Wien, war Mitglied des Wandervogel und hatte 1922 den ersten Kontakt mit der NS-Bewegung. Zum 1. Dezember 1928 trat er der NSDAP bei (Mitgliedsnummer 105.290) und war Mitglied der SA sowie der NSV.
Ab 1928 lebte Anacker dauerhaft in Deutschland. Er war persönlich bekannt mit führenden Nationalsozialisten wie Julius Streicher, der ihn förderte. Um 1930 trat Anacker der sog. Jungen Mannschaft bei, einer Gruppe von Autoren, die für das sog. Dritte Reich schrieben. Anacker erhielt eine Reihe nationalsozialistischer Auszeichnungen, so 1934 den halben Dietrich-Eckart-Preis (für das Chorspiel SA ruft ins Volk), 1936 den Kunstpreis der NSDAP für sein Gesamtwerk und 1939 den Ehrenring der Mannschafts-Frontdichter in der NS-Kriegsopferversorgung. Anacker wurde im November 1935 zum Mitglied des Reichskultursenats in die Reichsschrifttumskammer berufen.
1939 wurde Anacker auf eigenen Wunsch aus der Schweiz ausgebürgert. Während des Zweiten Weltkrieges war er als Kriegsberichterstatter in einer Propagandakompanie tätig. Anlässlich seines 40. Geburtstages wurde er 1941 als „Dichter der SA.“ gefeiert.
Am 24. April 1945 wurde Anacker von amerikanischen Truppen verhaftet und in das US-Internierungslager Ansbach eingewiesen. Im Zuge des 1947 eingeleiteten Entnazifizierungsverfahrens gegen ihn wurde er am 6. Oktober 1948 als minderbelastet eingestuft und mit 60 Tagen Sonderarbeit und 500 DM Geldstrafe belegt. Anacker erklärte vor der Spruchkammer, er sei „bis zum Zusammenbruch des ,Dritten Reiches’ überzeugter Nationalsozialist gewesen, nunmehr jedoch entschlossen, nachdem er sich einmal grundlegend geirrt habe, sich künftig von der Politik fernzuhalten.“ Doch mit Blick auf den 1951 veröffentlichten Gedichtband Goldener Herbst, in dessen Gedichten Schulz (2011) teilweise „eine erstaunliche Parallelität zu Positionen [erkennt], die schon in Anackers SA-Gedichten deutlich wurden“, wirkt die Erklärung des Dichters „eher wie ein Zugeständnis an die geänderten politischen Verhältnisse denn als Ausdruck selbstkritischer Reflexion oder gar Einsicht.“
Am 27. April 1949 wurde Anackers Bewährungsfrist für abgelaufen erklärt, und man ordnete ihn nun der Gruppe der „Mitläufer“ zu.
Sein väterliches Erbe ermöglichte es ihm, in Salach und Wasserburg am Bodensee zu leben und zu schreiben. Er starb am 14. Januar 1971.

## Werk
Anacker gilt als einer der wortführenden NS-Dichter. Schon im NS-Staat wurde betont, dass er der Erste gewesen sei, der Gedichte über die NS-Bewegung geschrieben habe. Er brachte bis zum Ende des Zweiten Weltkriegs 22 Gedichtbände heraus, von denen jeweils sieben zwischen der sog. Machtergreifung Hitlers und dem Kriegsbeginn sowie zwischen 1939 und 1945 veröffentlicht wurden. Seine zahlreichen propagandistischen Gedichte erschienen häufig zuerst im Völkischen Beobachter und später in Buchform.
Viele der bekannteren Marschlieder, die in der Hitler-Jugend und anderen NS-Organisationen gesungen wurden, stammten von ihm. Sein größter Erfolg war das sentimental-unpolitische Seemannslied Antje, mein blondes Kind. Weitere Lieder von ihm sind u. a. Braun ist unser Kampfgewand (Kampflied der SA), Englands Stunde hat geschlagen, Die Fackel geht von Hand zu Hand, Hört ihr die Trommel schlagen? (Lied der HJ) und Wir sind die Soldaten der neuen Front. Auch der Text des SA-Lieds Die braune Kompanie stammt aus der Feder Heinrich Anackers.
In seinen Liedern betonte Anacker die totale Ausrichtung auf die Autorität Adolf Hitlers, etwa in folgenden Versen: Wir werdend Volk, wir sind der rohe Stein – / Du, unser Führer, sollst der Steinmetz sein; / der Steinmetz, der mit schöpf’rischer Gewalt / den Stein erlöst von seiner Ungestalt. / Schlag immer zu! Wir halten duldend still, / da deine strenge Hand uns formen will. Bis zum Ende des Krieges verfasste Anacker – überwiegend im Auftrag des Propagandaministeriums – über 100 solcher „Führergedichte“. Als Motivationsmittel richteten sich seine Gedichte in den späteren Kriegsjahren zunehmend an die Frontsoldaten (z. B.: Es soll in uns kein Fürchten sein, 1943) sowie an die sog. Heimatfront.
Zur propagandistischen Weihnachtsringsendung 1941 schrieb Anacker ein Gedicht mit Hinweisen auf die damals von Deutschland in Europa weiträumig besetzten Gebiete. Einer der Verse lautet: „Glocken der Heimat ertönen in Hellas und Flandern, / klingen in einsamen Bunkern an Newa und Don. / Über die Wogen, zu einsamen Booten sie wandern – / Jenseits der Meere noch jubelt ihr seliger Ton.“
Propagandistisch beutete Anacker auch Elemente der neutestamentlichen Botschaft aus, beispielsweise von der Passion und Auferstehung Jesu in Deutsche Ostern 1933: „So haben wir noch zu keiner Frist / Die Botschaft tief verstanden – / Denn Deutschland ist, wie der Heilige Christ, / Leuchtend auferstanden!“ (Publik Nr. 14 vom 4. April 1969, Seite 28).
Zahlreiche von Anackers Schriften sowie ein Buch des NS-Literaturwissenschaftlers Paul Gerhardt Dippel mit dem Titel Heinrich Anacker, Deutscher Volksverlag (München 1937), wurden in der Sowjetischen Besatzungszone auf die Liste der auszusondernden Literatur  gesetzt.

In der neonazistischen Szene erfreut sich Anackers Werk nach wie vor großer Beliebtheit. 

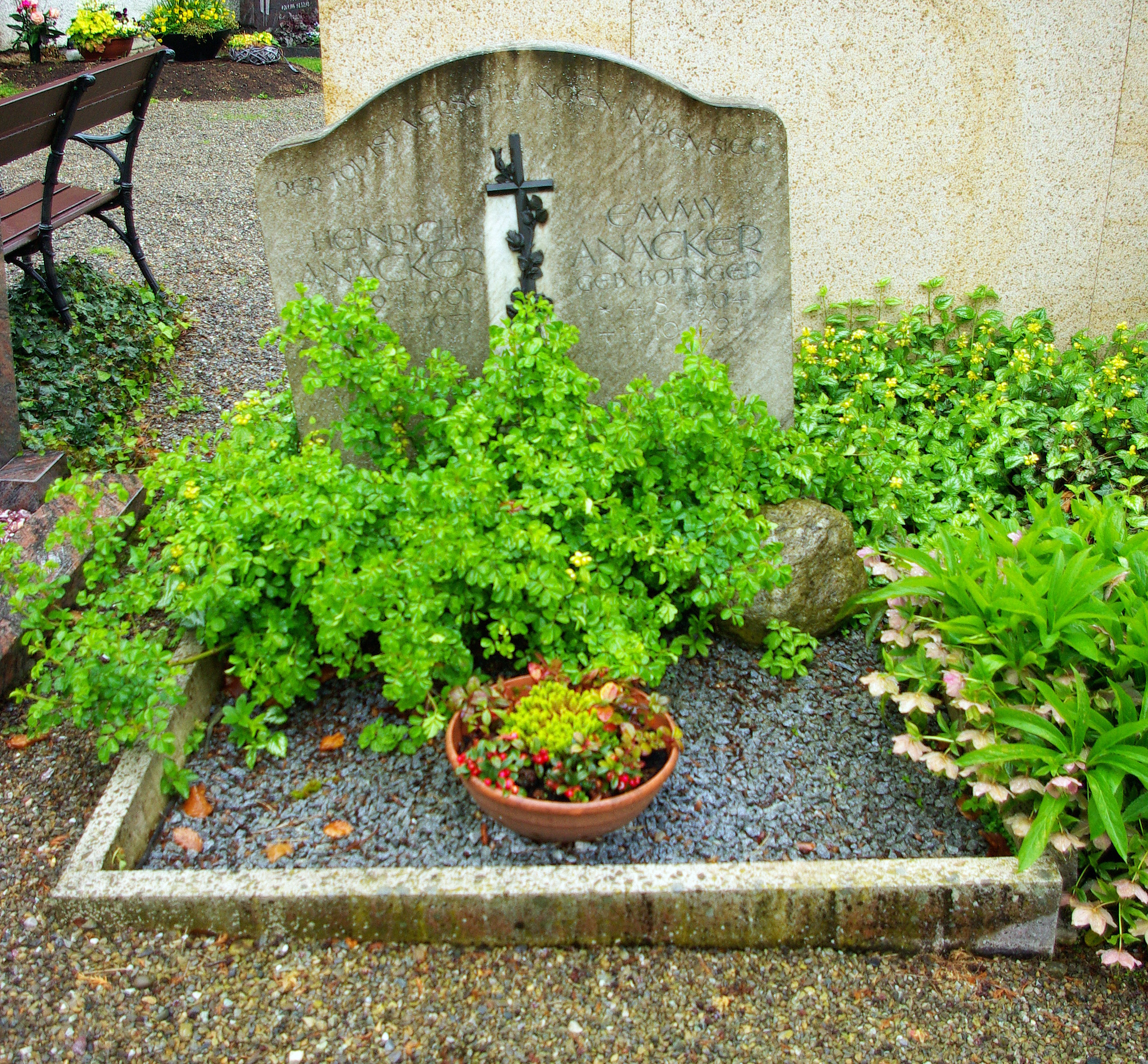
Familiengrab von Heinrich Anacker (Nordfriedhof in Wasserburg am Bodensee)

## Gedichtbände
- Klinge kleines Frühlingslied 1921
- Auf Wanderwegen 1923
- Sonne 1925
- Ebbe und Flut 1927
- Bunter Reigen. Neue Gedichte. 1931
- Die Trommel. SA-Gedichte. Eher-Verlag, München 1931.
- Die Fanfare. Gedichte der deutschen Erhebung. Eher, München 1933.
- Einkehr. Neue Gedichte. Eher, München 1934.
- Singe, mein Volk! 37 Lieder von Heinrich Anacker vertont von Erich Wintermeier. Eher, München 1935.
- Der Aufbau. Gedichte. Eher, München 1936.
- Lieder aus Stille und Stürmen. Erinnerungen an Rügen. 1938
- Ein Volk – ein Reich – ein Führer. Gedichte um Österreichs Heimkehr. 1938
- Wir wachsen in das Reich hinein. Gedichte. 1938
- Bereitschaft und Aufbruch. Gedichte aus dem Kriegswinter 1940. 1940
- Heimat und Front. Gedichte aus dem Herbst 1939. 1940
- Über die Maas, über Schelde und Rhein! Gedichte vom Feldzug im Westen. 1940
- Die Fanfare. Gedichte der deutschen Erhebung. 1943
- Glück auf, es geht gen Morgen! Gedichte. 1943
- Marsch durch den Osten. Gedichte. 1943
- Goldener Herbst. Sonette. 1951
- Von Beilen, Barten und Häckchen. Ein Beitrag zur Kulturgeschichte des sächsischen Erzbergbaus. Berlin 1960